# Godzilla (singolo)
Godzilla è un singolo del rapper statunitense Eminem, pubblicato il 31 gennaio 2020 come primo estratto dall'undicesimo album in studio Music to Be Murdered By.
Il brano vede la partecipazione del rapper statunitense Juice Wrld.

## Video musicale
Il video musicale, diretto da Cole Bennett, è stato reso disponibile il 9 marzo 2020 e figura i cameo di Mike Tyson e Dr. Dre.

## Tracce
Testi e musiche di M. Mathers, L. Resto, D. Domanm J. Higgins e A. Villasana.
1. Godzilla (ft. Juice Wrld) – 3:30

## Formazione
Musicisti
- Eminem – voce
- Juice Wrld – voce aggiuntiva
- Luis Resto – tastiera aggiuntiva
- Alejandro Villasana – programmazione aggiuntiva

Produzione
- D.A. Got That Dope – produzione
- Eminem – produzione aggiuntiva
- Mike Strange – registrazione, missaggio
- Vic Luevanos – registrazione
- Tony Campana – assistenza all'ingegneria del suono
- Joe Strange – assistenza all'ingegneria del suono
- Brian "Big Bass" Gardner – mastering

## Successo commerciale
Godzilla ha debuttato alla 3ª posizione della Billboard Hot 100 nella pubblicazione del 1º febbraio 2020, grazie a 41,1 milioni di riproduzioni in streaming e 24 000 copie digitali. Durante la prima metà del 2020 è risultato il 10º brano più riprodotto in streaming grazie a 357 865 000 di stream in territorio statunitense.
Nella classifica britannica dei singoli, ha esordito alla vetta nella sua prima settimana d'uscita grazie a 52 633 unità di vendita, diventando il decimo singolo al numero uno di Eminem nella Official Singles Chart.

## Classifiche

### Classifiche settimanali
| Classifica (2020) | Posizione massima |
| ----------------- | ----------------- |
| Australia         | 3                 |
| Austria           | 6                 |
| Belgio (Fiandre)  | 52                |
| Belgio (Vallonia) | 58                |
| Canada            | 3                 |
| Danimarca         | 4                 |
| Estonia           | 5                 |
| Finlandia         | 1                 |
| Francia           | 45                |
| Germania          | 16                |
| Grecia            | 2                 |
| Irlanda           | 1                 |
| Islanda           | 16                |
| Italia            | 7                 |
| Lettonia          | 12                |
| Libano            | 15                |
| Lituania          | 8                 |
| Norvegia          | 4                 |
| Nuova Zelanda     | 2                 |
| Paesi Bassi       | 11                |
| Portogallo        | 12                |
| Regno Unito       | 1                 |
| Repubblica Ceca   | 2                 |
| Romania           | 56                |
| Singapore         | 17                |
| Slovacchia        | 2                 |
| Spagna            | 80                |
| Stati Uniti       | 3                 |
| Svezia            | 7                 |
| Svizzera          | 4                 |
| Ungheria          | 1                 |

### Classifiche di fine anno
| Classifica (2020) | Posizione |
| ----------------- | --------- |
| Australia         | 33        |
| Austria           | 60        |
| Canada            | 31        |
| Danimarca         | 58        |
| Irlanda           | 36        |
| Islanda           | 72        |
| Nuova Zelanda     | 46        |
| Portogallo        | 88        |
| Regno Unito       | 27        |
| Stati Uniti       | 62        |
| Svezia            | 71        |
| Svizzera          | 68        |
| Ungheria          | 21        |

## Date di pubblicazione
| Paese       | Data di pubblicazione | Formato                | Etichetta                    |
| ----------- | --------------------- | ---------------------- | ---------------------------- |
| Italia      | 31 gennaio 2020       | Contemporary hit radio | Universal Italia             |
| Stati Uniti | 18 febbraio 2020      | Contemporary hit radio | Aftermath, Shady, Interscope |